# Chris Lindberg
Christopher Lawrence Lindberg (auch Christopher Lloyd Lindberg; * 16. April 1967 in Fort Frances, Ontario) ist ein ehemaliger kanadischer Eishockeyspieler, der während seiner Karriere für die Calgary Flames und Québec Nordiques in der National Hockey League sowie den Krefelder EV in der Deutschen Eishockey Liga spielte.

## Karriere
Lindberg begann seine Karriere 1987/88 im Team der University of Minnesota Duluth in der National Collegiate Athletic Association. Bereits zur Saison 1989/90 hatte er seine ersten Einsätze bei den Binghamton Whalers in der American Hockey League. 1991 schaffte den Sprung in die National Hockey League und bestritt 17 Spiele für die Calgary Flames. Im selben Jahr wurde er in die kanadische Eishockeynationalmannschaft berufen, mit denen er bei den Olympischen Winterspielen 1992 eine Silbermedaille gewann.
1994 wechselte er zum Krefelder EV in die Deutsche Eishockey Liga. 1996/97 war er Toptorschütze in der DEL. 1998 verließ er Krefeld und ging über einen kurzen Zwischenstopp in den USA in die Schweiz. 1999/2000 hatte er noch einmal neun Einsätze im Trikot der Nationalmannschaft. Seine letzte Saison 2003/04 verbrachte er in Österreich beim EC VSV.

## Erfolge und Auszeichnungen
- 1991 Calder-Cup-Gewinn mit den Springfield Indians
- 1992 Silbermedaille bei den Olympischen Winterspielen
- 1998 Schweizer Meister mit dem EV Zug